# Rezerwat przyrody Súľovské skaly
Rezerwat przyrody Súľovské skaly (słow. Národná prírodná rezervácia Súľovské skaly) – rezerwat przyrody w północnej części Gór Strażowskich w Centralnych Karpatach Zachodnich na Słowacji. Powierzchnia rezerwatu wynosi 543,23 ha, powierzchnia pasma ochronnego: 281,77 ha.

## Położenie i ukształtowanie terenu
Rezerwat znajduje się w Sulowskich Wierchach, 4–6 km na południowy wschód od Bytczy i ok. 10 km na południowy zachód od Żyliny. Leży w kraju żylińskim, w powiatach Bytcza i Żylina, na terenie katastralnym miejscowości: Predmier, Súľov-Hradná, Bytcza, Jablonové, Paština Závada. Na północy sięga po Dolinę Hlbocką i Wodospad Hlbocki, na wschodzie prawie po szczyt Roháč (803 m n.p.m.) i Roháčske sedlo (692 m n.p.m.), zaś na południu ciągnie się wąskim pasem aż ok. 2,5 km poza Wąwóz Sulowski. Leży w całości na terenie Obszaru Chronionego Krajobrazu Gór Strażowskich.
W granicach rezerwatu znajdują się ruiny Zamku Súľov.
Rezerwat obejmuje najbardziej zróżnicowaną morfologicznie, północno-zachodnią część Sulowskich Skał. Występują tu licznie strzeliste, bogato urzeźbione turnie i maczugi skalne, wysokie ambony i baszty skalne, opadające pionowymi ścianami sięgającymi kilkudziesięciu metrów wysokości, głębokie wąwozy i żleby. Liczne są niewielkie, płytkie jaskinki i schroniska skalne. Najbardziej rozpoznawalnym utworem jest naturalne, wysokie na 13 m skalne okno, znane jako Gotycka Brama (słow. Gotická brána lub Lomená brána) i wysoka na 11 m Obrovská brána.

## Flora
Bogata w gatunki roślinność Sulowskich Skał przedstawia swoistą mieszankę gatunków górskich i ciepłolubnych. Możliwe jest to – pomimo stosunkowo niewielkich wysokości n.p.m. – dzięki znacznemu urozmaiceniu rzeźby terenu: obok dobrze nasłonecznionych stoków i skalnych ścian o wystawie południowej istnieją ciemne, wilgotne wąwozy, głębokie doliny i zwykle zacienione zbocza północne.
Teren rezerwatu w znacznej części pokrywają lasy bukowe lub bukowo-jodłowe. Gatunkami domieszkowymi są jawor, klon polny, jarząb mączny, a na skalnych turniach i urwiskach – reliktowa sosna. Na kamienistych zboczach występuje zespół jaworzyny karpackiej z miesiącznicą trwałą. Lokalnie spotkamy lite, sztucznie wprowadzone świerczyny. Spośród krzewów najliczniej występują leszczyna, tarnina, a z rzadszych świdośliwa jajowata, dereń jadalny i berberys pospolity.
Z górskich gatunków wapieniolubnych reprezentowane są tu m.in. pierwiosnek łyszczak, goryczka Kluzjusza, tłustosz alpejski, smagliczka skalna, pępawa Jacquina, dzwonek drobny i zarzyczka górska. Z innych gatunków górskich spotkamy tu stokrotnicę górską, skalnicę dwuletnią czy półpasożytniczego świetlika salzburskiego. W masywie Kečki stwierdzono izolowane występowanie dębika ośmiopłatkowego. Spośród endemitów karpackich rosną tu urdzik karpacki, goździk lśniący, goździk wczesny i pszonak Wittmanna. Na południowych stokach na izolowanych stanowiskach rośnie tu posłonek siwy. Rosną tu także turzyca niska, kostrzewa blada, len cienkolistny, pajęcznica gałęzista. Liczne są tu gatunki storczykowatych. Rośnie tu m.in. buławnik czerwony, podkolan biały, kruszczyk rdzawoczerwony, a na wilgotniejszych stanowiskach kukułka plamista.

## Ochrona
Rezerwat został powołany decyzją Ministra Kultury Słowackiej Republiki Socjalistycznej nr 2772/1973-OP z dnia 24 kwietnia 1973 r. Pasmo ochronne utworzone zostało w 2002 r.
Przedmiotem ochrony jest fragment pasma górskiego o specyficznym ukształtowaniu terenu, z licznymi formacjami skalnymi w postaci turni, wież, iglic i ścian, z głębokim przełomowym wąwozem potoku Hradnianka, o bogatej i zróżnicowanej florze i faunie, posiadający wysokie walory naukowe, krajobrazowe i estetyczne. Na terenie rezerwatu obowiązuje 4 lub 5 stopień ochrony.

## Turystyka
Przez teren rezerwatu biegnie szereg znakowanych szlaków turystycznych. Udostępniają one wiele najbardziej atrakcyjnych obiektów i miejsc, m.in. wspomnianą Gotycką Bramę, jaskinię Šarkania diera, ruiny zamku Súľov oraz kilka punktów widokowych. Na szeregu utworów skalnych w określonych porach roku dopuszczona jest sportowa wspinaczka.